# Snowboard nos Jogos Olímpicos de Inverno de 2014 - Slalom gigante paralelo masculino
A competição do slalom gigante masculino do snowboard nos Jogos Olímpicos de Inverno de 2014 ocorreu no dia 19 de fevereiro no Parque Extreme Rosa Khutor, na Clareira Vermelha em Sóchi.

## Medalhistas
| Ouro   | RUS Vic Wild        |
| Prata  | SUI Nevin Galmarini |
| Bronze | SLO Žan Košir       |

## Programação
Horário local (UTC+4).
| Data            | Horário | Evento           |
| --------------- | ------- | ---------------- |
| 19 de fevereiro | 09:42   | Qualificação     |
| 19 de fevereiro | 13:12   | Oitavas de final |
| 19 de fevereiro | 13:54   | Quartas de final |
| 19 de fevereiro | 14:18   | Semifinais       |
| 19 de fevereiro | 14:35   | Final            |

## Resultados

### Qualificação
| Pos. | Bib | Atleta                 | Rota vermelha | Rota azul | Total   | Notes |
| ---- | --- | ---------------------- | ------------- | --------- | ------- | ----- |
| 1    | 26  | RUS Andrey Sobolev     | 48.43         | 47.19     | 1:35.62 | Q     |
| 2    | 7   | RUS Vic Wild           | 47.34         | 48.54     | 1:35.88 | Q     |
| 3    | 21  | GER Patrick Bussler    | 47.66         | 49.28     | 1:36.94 | Q     |
| 4    | 3   | SLO Rok Marguč         | 48.58         | 48.75     | 1:37.33 | Q     |
| 5    | 15  | AUT Benjamin Karl      | 48.03         | 49.41     | 1:37.44 | Q     |
| 6    | 20  | SLO Rok Flander        | 49.72         | 47.81     | 1:37.53 | Q     |
| 7    | 18  | SUI Kaspar Flütsch     | 50.24         | 47.58     | 1:37.82 | Q     |
| 8    | 5   | SLO Žan Košir          | 48.89         | 48.93     | 1:37.82 | Q     |
| 9    | 19  | SUI Philipp Schoch     | 47.56         | 50.29     | 1:37.85 | Q     |
| 10   | 1   | SUI Simon Schoch       | 49.05         | 49.41     | 1:38.46 | Q     |
| 11   | 22  | CAN Jasey Jay Anderson | 49.88         | 49.59     | 1:39.47 | Q     |
| 12   | 13  | GER Alexander Bergmann | 49.07         | 49.42     | 1:38.49 | Q     |
| 13   | 8   | SUI Nevin Galmarini    | 49.23         | 49.84     | 1:39.07 | Q     |
| 14   | 10  | CAN Matthew Morison    | 49.75         | 49.87     | 1:39.62 | Q     |
| 15   | 4   | FRA Sylvain Dufour     | 48.57         | 51.19     | 1:39.76 | Q     |
| 16   | 9   | AUT Andreas Prommegger | 50.44         | 49.32     | 1:39.76 | Q     |
| 17   | 29  | KOR Kim Sang-Kyum      | 49.48         | 50.79     | 1:40.27 |       |
| 18   | 2   | ITA Roland Fischnaller | 50.68         | 49.80     | 1:40.48 |       |
| 19   | 28  | RUS Valery Kolegov     | 50.02         | 50.67     | 1:40.69 |       |
| 20   | 23  | GER Stefan Baumeister  | 51.30         | 49.42     | 1:40.72 |       |
| 21   | 30  | SLO Izidor Šušteršič   | 50.36         | 50.66     | 1:41.02 |       |
| 22   | 11  | AUT Anton Unterkofler  | 49.57         | 51.47     | 1:41.04 |       |
| 23   | 32  | UKR Yosyf Penyak       | 49.71         | 51.43     | 1:41.14 |       |
| 24   | 14  | USA Justin Reiter      | 50.90         | 50.35     | 1:41.25 |       |
| 25   | 31  | BUL Radoslav Yankov    | 51.46         | 50.62     | 1:42.08 |       |
| 26   | 27  | KOR Shin Bong-Shik     | 53.75         | 49.68     | 1:43.43 |       |
| 27   | 17  | CAN Michael Lambert    | 52.56         | 51.13     | 1:43.69 |       |
| 28   | 24  | ITA Christoph Mick     | 52.83         | 55.42     | 1:48.25 |       |
| 29   | 16  | RUS Stanislav Detkov   | DSQ           | 48.26     | DSQ     | DSQ   |
| 30   | 12  | ITA Aaron March        | DSQ           | 1:03.16   | DSQ     | DSQ   |
| 99 ! | 6   | AUT Lukas Mathies      | —             | DSQ       | DSQ     | DSQ   |
| 99 ! | 25  | ITA Meinhard Erlacher  | DSQ           | —         | DSQ     | DSQ   |

### Fase eliminatória
| Oitavas de final | Oitavas de final | Oitavas de final |  |  | Quartas de final | Quartas de final | Quartas de final |  |  | Semifinais | Semifinais    | Semifinais |  |                     | Final               | Final               | Final |
|                  |                  |                  |  |  |                  |                  |                  |  |  |            |               |            |  |                     |                     |                     |       |
| 9                | AUT Prommegger   |                  |  |  |                  |                  |                  |  |  |            |               |            |  |                     |                     |                     |       |
| 26               | RUS Sobolev      | +1.61            |  |  | 9                | AUT Prommegger   | +0.53            |  |  |            |               |            |  |                     |                     |                     |       |
| 5                | SLO Košir        |                  |  |  | 5                | SLO Košir        |                  |  |  |            |               |            |  |                     |                     |                     |       |
| 19               | SUI P. Schoch    | +1.17            |  |  |                  |                  |                  |  |  | 5          | SLO Košir     | +1.36      |  |                     |                     |                     |       |
| 8                | SUI Galmarini    |                  |  |  |                  |                  |                  |  |  | 8          | SUI Galmarini |            |  |                     |                     |                     |       |
| 15               | AUT Karl         | +0.10            |  |  | 8                | SUI Galmarini    |                  |  |  |            |               |            |  |                     |                     |                     |       |
| 3                | SLO Marguč       |                  |  |  | 3                | SLO Marguč       | +0.09            |  |  |            |               |            |  |                     |                     |                     |       |
| 22               | CAN Anderson     | +0.47            |  |  |                  |                  |                  |  |  |            |               |            |  |                     | 8                   | SUI Galmarini       | +2.14 |
| 21               | GER Bussler      |                  |  |  |                  |                  |                  |  |  |            |               |            |  |                     | 7                   | RUS Wild            |       |
| 10               | CAN Morison      | +0.30            |  |  | 21               | GER Bussler      |                  |  |  |            |               |            |  |                     |                     |                     |       |
| 20               | SLO Flander      |                  |  |  | 20               | SLO Flander      | +0.40            |  |  |            |               |            |  |                     |                     |                     |       |
| 13               | GER Bergmann     | +0.34            |  |  |                  |                  |                  |  |  | 21         | GER Bussler   | +2.61      |  |                     |                     |                     |       |
| 1                | SUI S. Schoch    |                  |  |  |                  |                  |                  |  |  | 7          | RUS Wild      |            |  |                     |                     |                     |       |
| 18               | SUI Flütsch      | +0.22            |  |  | 1                | SUI S. Schoch    | +4.19            |  |  |            |               |            |  | Disputa pelo bronze | Disputa pelo bronze | Disputa pelo bronze |       |
| 7                | RUS Wild         |                  |  |  | 7                | RUS Wild         |                  |  |  |            |               |            |  |                     | 5                   | SLO Košir           |       |
| 4                | FRA Dufour       | +5.65            |  |  |                  |                  |                  |  |  |            |               |            |  |                     | 21                  | GER Bussler         | +2.26 |

### Classificação final
| Pos.              | Bib | Atleta                 |
| ----------------- | --- | ---------------------- |
| Medalha de ouro   | 7   | RUS Vic Wild           |
| Medalha de prata  | 8   | SUI Nevin Galmarini    |
| Medalha de bronze | 5   | SLO Žan Košir          |
| 4                 | 21  | GER Patrick Bussler    |
| 5                 | 3   | SLO Rok Marguč         |
| 6                 | 20  | SLO Rok Flander        |
| 7                 | 1   | SUI Simon Schoch       |
| 8                 | 9   | AUT Andreas Prommegger |
| 9                 | 26  | RUS Andrey Sobolev     |
| 10                | 16  | AUT Benjamin Karl      |
| 11                | 18  | SUI Kaspar Flütsch     |
| 12                | 19  | SUI Philipp Schoch     |
| 13                | 13  | GER Alexander Bergmann |
| 14                | 22  | CAN Jasey Jay Anderson |
| 15                | 10  | CAN Matthew Morison    |
| 16                | 4   | FRA Sylvain Dufour     |
| 17                | 29  | KOR Kim Sang-Kyum      |
| 18                | 2   | ITA Roland Fischnaller |
| 19                | 28  | RUS Valery Kolegov     |
| 20                | 23  | GER Stefan Baumeister  |
| 21                | 30  | SLO Izidor Šušteršič   |
| 22                | 11  | AUT Anton Unterkofler  |
| 23                | 32  | UKR Yosyf Penyak       |
| 24                | 14  | USA Justin Reiter      |
| 25                | 31  | BUL Radoslav Yankov    |
| 26                | 27  | KOR Shin Bong-Shik     |
| 27                | 17  | CAN Michael Lambert    |
| 28                | 24  | ITA Christoph Mick     |
| 29                | 16  | RUS Stanislav Detkov   |
| 30                | 12  | ITA Aaron March        |
| DSQ               | 6   | AUT Lukas Mathies      |
| DSQ               | 25  | ITA Meinhard Erlacher  |

Legenda
| Recorde mundial      | Recorde mundial (World record)               |                       | Recorde africano                      | Recorde africano (African) |                                           | Q | Classificado por posição (Qualified) |
| Recorde olímpico     | Recorde olímpico (Olympic record)            | Recorde da América    | Recorde da América (Americas)         | q                          | Classificado por melhor tempo (Qualified) |   |                                      |
| Melhor marca do ano  | Melhor marca do ano (World leading)          | Recorde asiático      | Recorde asiático (Asian)              | DNS                        | Não largou (Did not start)                |   |                                      |
| Recorde nacional     | Recorde nacional (National record)           | Recorde europeu       | Recorde europeu (European)            | DNF                        | Não terminou (Did not finish)             |   |                                      |
| Recorde pessoal      | Recorde pessoal do atleta (Personal best)    | Recorde da Oceania    | Recorde da Oceania (Oceania)          | DSQ / DQ                   | Desclassificado (Disqualified)            |   |                                      |
| Recorde da temporada | Recorde da temporada do atleta (Season best) | Recorde sul-americano | Recorde sul-americano (South America) | NM                         | Sem marca (No mark)                       |   |                                      |